# William Griffith (botànic)
William Griffith (1810 - 1845) fou un metge, naturalista, explorador, i botànic anglès.
Va publicar sobre la flora de l'Índia i de Birmània. Originalment va ser assignat com a "cirurgià civil" a la província de Tenasserim, Birmània, on va estudiar la flora local i va realitzar expedicions de recol·leccions a la vall del riu Barak a Assam. Va explorar diverses regions de Birmània, travessant rius, arribant fins a Irrawadi, i Rangoon. Va visitar els pujols de Sikkim, i la regió d'Himàlaia, i Shimla.
Conseqüentment, Griffith va servir com a cirurgià civil a Malaca, on va morir d'una malaltia hepàtica parasitària.

## Algunes publicacions
- Griffith, William. 1847. Journals of Travels in Assam Burma Bootan Affghanistan and the Neighbouring Countries Bishop's College Press, Calcutta; reimprès 2001 Munshiram Manoharlal Publishers, N.Delhi
- 1847. Posthumous papers bequeathed to the honorable the East Índia company. Volum I. Ed. Ch'eng Wen Pub. Co. xxix + 520 pàg. En línia[Enllaç no actiu]
- 1847. Icones plantarum asiaticarum ...: Development of organs in phanærogamous plants. Ed. Bishop's College Press. 661 pàg. En línia[Enllaç no actiu]
- 1900. Excursions. Ed. Hudson-Kimberly Pub. Co. 144 pàg. Va reeditar BiblioBazaar, 2010. 152 pàg. ISBN 1141660008

## Honors
- Membre de la Societat Agri-Hortícola de l'Índia
- Membre de la Reial Acadèmia Natural de Bonn
- Membre de la Societat Entomològica de Londres
- Membre de la Societat Linneana de Londres